# Hochschule für Polizei und öffentliche Verwaltung Nordrhein-Westfalen
Die Hochschule für Polizei und öffentliche Verwaltung Nordrhein-Westfalen (HSPV NRW) ist eine Fachhochschule für öffentliche Verwaltung. Sie besaß ursprünglich einen anstaltsähnlichen Charakter, stellt jedoch seit Einführung des Fachhochschulgesetzes öffentlicher Dienst (FHGöD) NRW eine rechtlich unselbständige Körperschaft mit überwiegend körperschaftlicher Struktur dar. Sie ist im Geschäftsbereich des Ministeriums des Innern des Landes Nordrhein-Westfalen angesiedelt und ist mit derzeit etwa 14.000 Studierenden (Stand 2024) die größte Verwaltungshochschule in Deutschland. Ihre Hauptaufgabe ist das Angebot von Studiengängen für den gehobenen Polizei- und Verwaltungsdienst, bei der durch anwendungsbezogene Lehre und Studium auf berufliche Tätigkeiten in kommunaler und staatlicher Verwaltung sowie der Landespolizei vorbereitet wird, welche die Anwendung wissenschaftlicher Erkenntnisse und Methoden erfordern. Die HSPV NRW hat ihren Sitz in Gelsenkirchen und unterhält Studienorte in Gelsenkirchen und zehn weiteren Städten.

## Allgemeines
Die Studierenden stehen zu Beginn ihres Studiums in der Regel in einem Beamtenverhältnis mit ihrem jeweiligen Dienstherrn; in einigen Fällen (Studierende der Deutschen Rentenversicherung sowie einiger Gemeindeverwaltungen) besteht hingegen während des Studiums ein tariflich geregeltes Beschäftigungsverhältnis. Die Aufnahme eines Studiums an der HSPV NRW setzt damit voraus, dass der Bewerber bereits als Beamter auf Widerruf in den Vorbereitungsdienst für die Laufbahn des gehobenen nichttechnischen Dienstes oder des gehobenen Polizeivollzugsdienstes bei einer Behörde (Einstellungsbehörde) eingestellt ist oder als Beamter des mittleren Dienstes den Aufstieg in den gehobenen Dienst absolviert. Erst seit dem Einstellungsjahrgang 2008 sind auch nicht beamtete Personen, die bei einer Einstellungsbehörde angestellt sind, zum Studium zugelassen.
Es erfolgt keine Immatrikulation durch den Studienbewerber selbst, vielmehr werden die Beamten durch ihre Einstellungsbehörde für die Zeiträume der theoretischen Ausbildung der HSPV zugewiesen.
Die HSPV NRW bietet duale Bachelor-Studiengänge an, die in enger Zusammenarbeit mit den Einstellungsbehörden der Studierenden durchgeführt werden. Durch engen und stetigen Dialog mit den einstellenden Behörden soll eine hohe Praxisorientierung erreicht werden. Zur Qualität des Studiums beitragen soll auch die Betreuung der Studenten innerhalb kleinerer Kursverbände, die i. d. R. vergleichbare Mitgliederzahlen wie Schulklassen aufweisen.
Seit September 2013 können Absolventen von Diplom- oder Bachelorstudiengängen in einem berufsbegleitenden Studiengang auch den Mastergrad erwerben.
Seit Januar 2020 lautet der Name der Verwaltungshochschule „Hochschule für Polizei und öffentliche Verwaltung Nordrhein-Westfalen“ (HSPV NRW), um die besondere Stellung der Polizeiausbildung im Namen hervorzuheben. Zuvor führte die Hochschule bis Dezember 2019 über 43 Jahre den Namen „Fachhochschule für öffentliche Verwaltung Nordrhein-Westfalen“ (FHöV NRW).

## Abteilungen und Studienorte

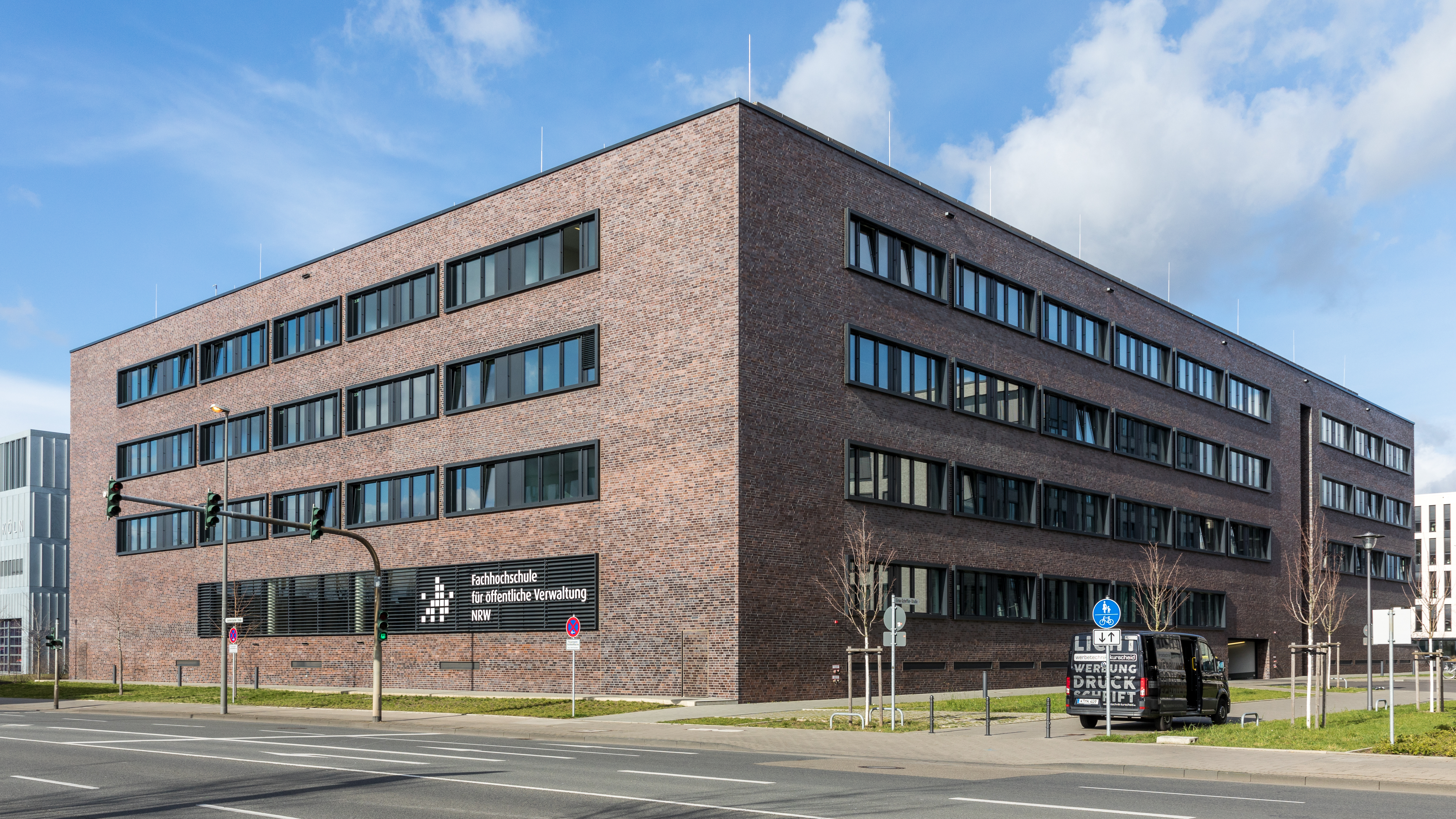
Studienstandort Köln-Kalk

Um allen Studierenden von ihrem jeweiligen Wohnort aus einen möglichst nahen Zugang zum Studienstandort zu ermöglichen, ist die HSPV NRW dezentral organisiert. So besitzt die HSPV NRW sieben Hochschulstandorte, die den fünf Abteilungen zugeordnet sind:
- Duisburg (mit dem Studienort Duisburg)
- Köln (mit dem Studienort Köln-Kalk, der Außenstelle Köln-Innenstadt, der Außenstelle Köln-Porz und dem Studienort Aachen)
- Gelsenkirchen (mit den Studienorten Gelsenkirchen, Hagen und den Außenstellen Dortmund und Herne-Röhlinghausen)
- Münster (mit dem Studienort Münster)
- Bielefeld (mit dem Studienort Bielefeld)

Die Abteilungen in Soest und Düsseldorf wurden im August des Jahres 2000 aufgelöst, die in Wuppertal schon etliche Jahre früher.

## Leiter bzw. Präsidenten der FHöV/HSPV NRW
- Ernst Pappermann (1976 – 1981 als Leiter der FHöV NRW)
- Dieprand von Richthofen (1981 – März 2007)
- Ludger Schrapper (2007 – Oktober 2013 als Präsident der FHöV NRW)
- Reinhard Mokros (November 2013 – Dezember 2018)
- Martin Bornträger (seit 1. Januar 2019, seit 2020 als Präsident der HSPV NRW)[10]

## Fachbereiche
Die Hochschule gliedert sich in zwei Fachbereiche:
- Polizei
- Allgemeine Verwaltung / Rentenversicherung

Grundlage für die Gliederung der Fachbereiche sind die Studiengänge für die verschiedenen Laufbahnen. Die Zugehörigkeit zu einem Fachbereich richtet sich also nach den Einstellungsbehörden, von denen die Studierenden entsandt werden.
Seit 2010 werden alle Studiengänge an der FHöV/HSPV NRW als Bachelor-Studiengänge angeboten. Im Bereich der Kommunalverwaltung, der Landesverwaltung und der Rentenversicherung wird jeweils ein Studiengang mit rechtswissenschaftlichem Schwerpunkt angeboten. Nach erfolgreichem Abschluss eines solchen Studiengangs wird der Abschluss „Bachelor of Laws (LL.B.)“ erlangt. Die übrigen Studiengänge schließen mit dem Abschluss „Bachelor of Arts (B.A.)“ ab.
Im Fachbereich Polizei wird der Studiengang „Polizeivollzugsdienst (B.A.)“ angeboten.
Das Angebot des Fachbereichs Allgemeine Verwaltung / Rentenversicherung umfasst insgesamt fünf Bachelor- und einen Masterstudiengang:
- Kommunaler Verwaltungsdienst – Allgemeine Verwaltung (LL.B.)
- Kommunaler Verwaltungsdienst – Verwaltungsbetriebswirtschaftslehre (B.A.)
- Staatlicher Verwaltungsdienst – Allgemeine Verwaltung (LL.B.)
- Rentenversicherung (LL.B.)
- Verwaltungsinformatik (B.A.)
- Master of Public Management (MPM)

Zum Studium kann zugelassen werden, wer eine zu einem Fachhochschulstudium berechtigende Schulbildung oder einen als gleichwertig anerkannten Bildungsstand besitzt. Der Nachweis der Fachhochschulreife wird durch einen entsprechenden Abschluss erbracht.

## Studienverlauf
Alle Studiengänge an der HSPV NRW werden als duale Studiengänge in enger Zusammenarbeit mit den Einstellungsbehörden angeboten. Das Studium beginnt am 1. September eines Jahres und dauert insgesamt drei Jahre. Es gliedert sich in fachwissenschaftliche Studienzeiten an der Fachhochschule und Praktikumsabschnitte bei den Einstellungsbehörden. Im Studiengang Polizeivollzugsdienst (B.A.) kommen Trainingsabschnitte beim Landesamt für Ausbildung, Fortbildung und Personalangelegenheiten der Polizei des Landes Nordrhein-Westfalen (LAFP NRW) hinzu.
Zur Optimierung der Zusammenarbeit ist an jeder Abteilung der Fachhochschule für die Fachbereiche Kommunaler Verwaltungsdienst und Polizeivollzugsdienst je ein(e) Praxisbeauftragte(r) bestellt worden. In den Abstimmungsprozess zwischen Fachwissenschaft und Fachpraxis werden auch die Kommunalen Spitzenverbände einbezogen. Einzelheiten der Ausbildung ergeben sich aus der Ausbildungsverordnung gehobener nichttechnischer Dienst – VAPgD – bzw. Ausbildungsverordnung Polizei – VAP Pol II – sowie den Bestimmungen der Studienordnungen und Studienpläne.
Das Studium, das in festen Kursverbänden erfolgt, endet mit dem erfolgreichen Abschluss der Bachelorprüfung (bestehend aus Bachelorarbeit einschließlich Kolloquium sowie der sonstigen Studienleistungen). Gleichzeitig wird die Laufbahnbefähigung für den gehobenen nichttechnischen Dienst erlangt. Die Fachhochschule verleiht nach der bestandenen Bachelorprüfung den akademischen Grad „Bachelor of Laws“ bzw. „Bachelor of Arts“.

### Seminare und Projekte
Die Studierenden müssen während ihres Studiums ein Seminar und ein Projekt erfolgreich abschließen. Durch Seminare und Projekte wird das eigenständige Arbeiten an komplexen Themenkreisen und Sachverhalten gefördert. Seminare dienen der Vertiefung des Studiums. In ihnen werden die Studierenden verstärkt zur wissenschaftlichen Auseinandersetzung mit vertretenen Meinungen, aktiver Mitarbeit, Fragestellung und Diskussion sowie zum freien Vortrag angeregt.
Der Projektarbeit kommt eine besondere Bedeutung zu, weil hier aus der Praxis stammende Sachverhalte und Problemstellungen auf der Grundlage wissenschaftlicher Kenntnisse und nach wissenschaftlichen Methoden untersucht und Lösungswege entwickelt werden. Gleichzeitig wird die Teamfähigkeit gefördert, da mehrere Studierende gemeinsam arbeiten.

### Training sozialer Kompetenzen
Die Studierenden aller beteiligten Fachbereiche nehmen am Training sozialer Kompetenzen (TSK) teil. Sie lernen dadurch die in den fachtheoretischen Veranstaltungen erworbenen Kenntnisse fallbezogen anzuwenden, die eigenen Verhaltensmuster zu überprüfen, das professionelle Verhaltensrepertoire zu erweitern und das berufliche Verhalten in der Folge angemessen zu gestalten.